# Tinka (sang)
 For alternative betydninger, se Tinka. (Se også artikler, som begynder med Tinka)
Tinka er en dansk popjulesang af de danske musikere Burhan G og Frida Brygmann. Sangen fungerer som titelsang til TV 2's julekalendere Tinkas juleeventyr og Tinka og Kongespillet og udkom den 17. november 2017. Til sidstnævnte blev der også lavet sangen "Kongespillet" af Hjalmer. Sangen formåede det første år at nå andenpladsen på den danske singlehitliste; i forbindelse med Tinka og Kongespillet opnåede den i 2019 førstepladsen. Den fungerer også som titelsang til julekalenderen Tinka og Sjælens Spejl fra 2022.Da Tinkas Juleeventyr blev genudsendt i 2024, røg sangen endnu engang på toppen af den danske hitliste.

## Personel
Til at lave sangen deltog følgende mennesker:
- Burhan G: vokal, producer, sangskriver, komponist
- Frida Brygmann: Vokal, sangskriver
- Lars Ankerstjerne: Sangskriver, komponist, producer
- Jonas Krag: Guitar
- Mads Nilsson: Mixer
- Ben Thompson: Andet

## Hitliste
| Hitliste (2017-2019)   | Højeste placering |
| ---------------------- | ----------------- |
| Danmark (Track Top-40) | 1                 |